# Vernal
Vernal és una població dels Estats Units a l'estat de Utah. Segons el cens del 2000 tenia 7.714 habitants.

## Demografia
Segons el cens del 2000, Vernal tenia 7.714 habitants, 2.709 habitatges, i 1.977 famílies. La densitat de població era de 650,3 habitants per km².
Dels 2.709 habitatges en un 0% hi vivien nens de menys de 18 anys, en un 57,8% hi vivien parelles casades, en un 12,1% dones solteres, i en un 27% no eren unitats familiars. En el 22,9% dels habitatges hi vivien persones soles el 9,9% de les quals corresponia a persones de 65 anys o més que vivien soles. El nombre mitjà de persones vivint en cada habitatge era de 2,77 i el nombre mitjà de persones que vivien en cada família era de 3,28.
Per edats la població es repartia de la següent manera: un 0% tenia menys de 18 anys, un 13% entre 18 i 24, un 24,8% entre 25 i 44, un 17,6% de 45 a 60 i un 12,3% 65 anys o més.
L'edat mediana era de 28 anys. Per cada 100 dones de 18 o més anys hi havia 91,1 homes.
La renda mediana per habitatge era de 30.357 $ i la renda mediana per família de 34.453 $. Els homes tenien una renda mediana de 32.137 $ mentre que les dones 20.938 $. La renda per capita de la població era de 13.497 $. Entorn del 14,7% de les famílies i el 14,8% de la població estaven per davall del llindar de pobresa.

## Poblacions més properes
El següent diagrama mostra les poblacions més properes.